# حسینیه حوض قاضی‌ها
حسینیه حوض قاضی‌ها مربوط به دوره قاجار است و در بافق، خیابان مسجد جامع، حسینه، حوض قاضی‌ها واقع شده و این اثر در تاریخ ۲۵ اسفند ۱۳۷۹ با شمارهٔ ثبت ۳۶۲۰ به‌عنوان یکی از آثار ملی ایران به ثبت رسیده است.